# جوناثان والش
جوناثان والش (بالسويدية: Jonathan Walsh)‏ هو لاعب رياضة إلكترونية ‏ سويدي، ولد في 14 يناير 1989.